# Åke Göransson
Åke Natanael Göransson, född 24 april 1902 i Veddige, Halland, död 8 november 1942 i Johannebergs församling, Göteborg, var en svensk målare. Göransson räknas till de främsta representanterna för Göteborgskoloristerna.
I Göranssons begränsade produktion speglas ett kort och gripande människoöde. Hans konstnärliga produktion omspänner egentligen från 1924, då han antogs som elev vid Valand i Göteborg för Tor Bjurström, fram till 1937, då han togs in på Lillhagens mentalsjukhus.

## Biografi
Åke Göransson växte upp tillsammans med sina tre syskon, varav hans lillebror Bror Göransson också blev konstnär), och modern Hanna (Johanna Vilhelmina Fredriksson (1873-1955). Fadern, Sven Johan Göransson (1870-1905) dog vid 35 års ålder i en njursjukdom, då Åke var endast tre år. Hanna Göransson försörjde sig och de fyra sönerna som hemsömmerska, men blev 1912 anställd som väverska vid Almedahls fabriker i Göteborg. Deras enkla bostad låg i Getebergsäng i Göteborg. Efter tre år flyttade familjen till Landala, en arbetarstadsdel med landshövdingehus, där barnfamiljer med 10-12 barn kunde trängas i enrummare. Göransson hade tidigt haft kortare feriearbete hos en frisör i Getebergsäng, så efter skolan 1915 fick han anställning som tvålpojke i Helmer Lundgrens raksalong på Vasagatan. Han fick slita hårt från morgon till kväll och avancerade snabbt. I hans betyg står ordet ”ärlig” understruket. 1917 blev han frisörbiträde och efter tre år fullärd frisör. Vid sidan av sin hårda arbetstillvaro bildade han sig i konsthistoria och plöjde bibliotekshyllor med stor aptit. Speciellt intresserade han sig för förnuftsdyrkaren Herbert Spencers teorier och formulerade sin egen stoiska sanning med orden: ”Skall man skapa verklig konst måste man söka stå ovan sitt eget öde”. Mest fokuserade han dock på konsten och lärde sig allt om färglära och en hel del konstteori. Han tecknade flitigt och flera akvareller med landskapsmotiv tillkom under söndagspromenaderna. Åren 1920–1921 gick han igenom en ”fullständig kurs i frihandsteckning" och ”kurs i oljemåleri" för Gotthard Sandberg via korrespondensstudier på Hermods, parallellt skötte han sitt arbete som frisör.
Sommaren 1923 flyttade han till det lilla samhället Dals-Ed där han fick plats hos barberaren John Gustafson. Där rådde ett lugnare tempo och Göransson fick mer tid för måleri. Gustafsons hälsa vacklade, han var sjuklig och nervklen och långa perioder fick Åke Göransson den tunga arbetsbördan för den enda frisersalongen i Ed. Där träffade han Inga Andersson, född i Norge av svenska föräldrar. Hon blev hans enda kärlek och mor till hans barn. När paret flyttade till Göteborg lämnade han kvar några målningar hos Gustafson som var olycklig över att mista sin frisör och vän.
Väl tillbaka i Göteborg blev han deltidselev under Tor Bjurström vid Valand. Här lärde han bland annat känna Ivan Ivarson, Inge Schiöler och Erling Ärlingsson och deltog aktivt i undervisningen. Vid sidan av studierna försörjde sig Göransson fortfarande som frisör. Redan 1927 visade sig de första tecknen på sinnessjukdom, som så småningom bröt ner honom helt. 1928 avbröts de konstnärliga studierna med anledning av sjukdomen, senare konstaterad som schizofreni. Han var då folkskygg, disträ och led av sömnlöshet. Hans mor tog honom till en ”nervläkare” som konstaterade att Göransson var nervös och nog inte ”borde röka mer än en cigarr om dagen”. Från 1930 isolerade han sig helt i hemmet och i den enkla ettan i Landala bodde han tillsammans med sin mor och en yngre bror. Han koncentrerade sig helt på sitt måleri och skapade då de verk som är höjdpunkterna i hans produktion. Det finns ett 50-tal verk, som med säkerhet kan dateras till dessa år, motiven koncentreras huvudsakligen till interiör, stilleben, fönsterutsikter och självporträtt.

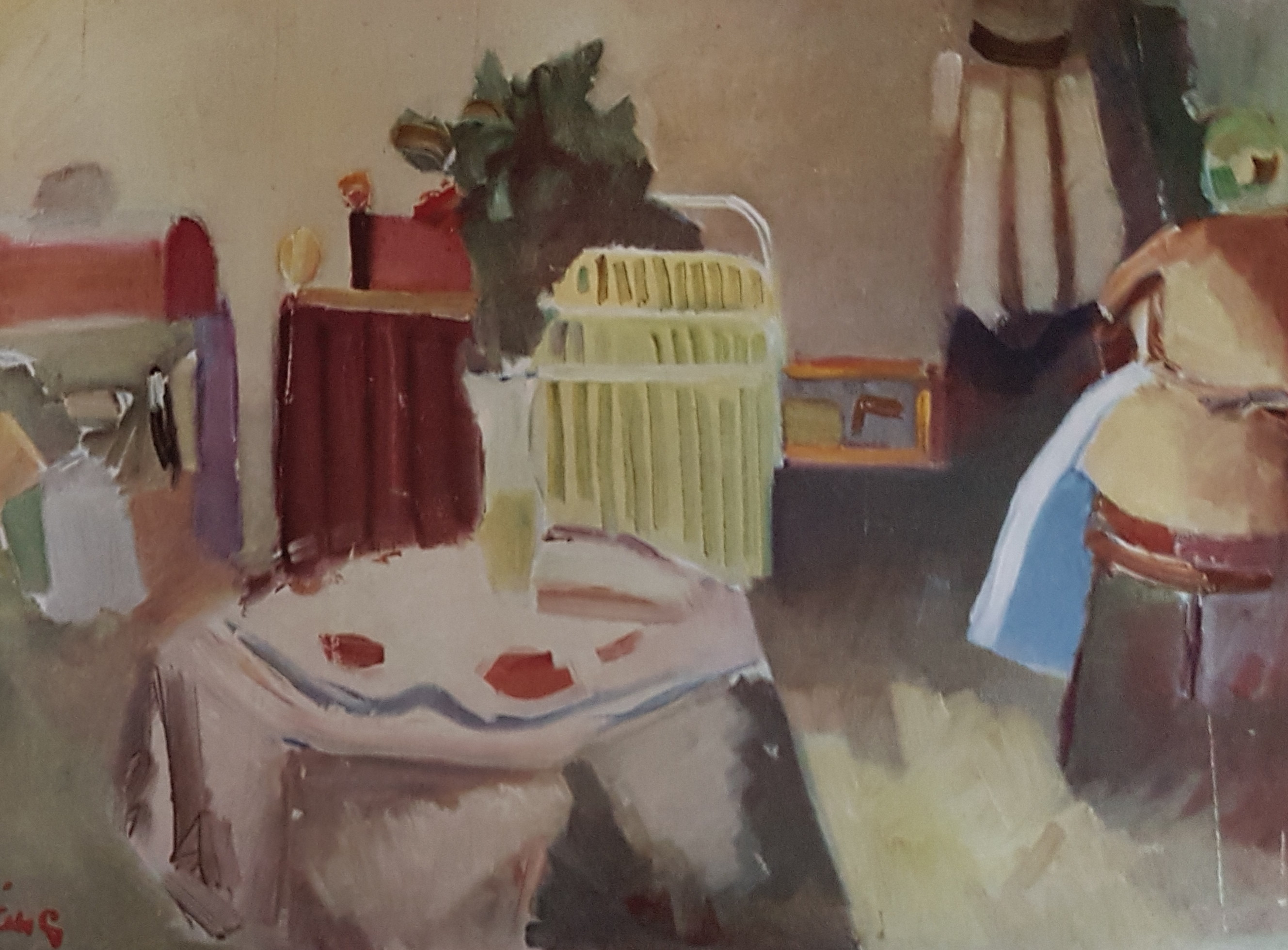
Interiör med modern (olja på pannå, odaterad)

1932 förklarades han för sinnessjuk, men vistades i hemmet på Höjdgatan fram till 1937, där måleriet förblev hans livselixir. Ambitionen var inte att måla för sina betraktare, utan helt och hållet för sin egen skull. Det var heller inte meningen att målningarna skulle visas och ställas ut: "Det är bara studier, tavlorna kommer sedan". 1937 tog den psykiska ohälsan överhanden och under sina sista år vårdades han på Lillhagens sjukhus, Göteborgs nya mentalsjukhus. Han var i uselt skick, både psykiskt och fysiskt med en vikt på endast 48 kilo och tuberkulos i lungorna och fullt utvecklad schizofreni. Åke Göransson blev kvar på Lillhagen de återstående fem åren av sitt liv innan tuberkulosen tog hans liv. Hans liv kom i mångt och mycket att förbli anonymt. Det finns inga brev sparade, som skulle kunna ge kunskap om hans person och tankar. Ett ungdomsfoto och hans egna målade självporträtt ger den enda aningen om hans utseende.
1940 återfanns hans målningar i en lägenhet på Höjdgatan i stadsdelen Landala i Göteborg. Folkskolläraren, konstnären och skribenten Arne Stubelius var sysselsatt med en monografi över Ivan Ivarson och besökte Göranssons mor. I kökssoffan i den lilla lägenheten fann Stubelius en mängd målningar, rullade och ihopklibbade. Omedelbart insåg han den måleriska kvaliteten. Efter upptäckten av dukarna tog en febril aktivitet fart. Stubelius visade dem för Göranssons tidigare lärare Tor Bjurström som instämde om deras måleriska suveränitet, sedan för konsthandlaren Gösta Stenman i Stockholm som köpte 27 av de främsta dukarna. Stenman förmedlade även kontakten med Elsa Lindström som var innehavare av Modern konst i hemmiljö på Strandvägen i Stockholm. Här kom Göranssons första utställning år 1941. Utställningen fick stor publicitet genom några förhandsartiklar i dagspressen, som beskrev den sensationella upptäckten av nya målningar i kökssoffan hemma hos modern. Även om utställningen väckte beundran hos såväl publik som kritiker, så visste inte konstnären själv om att hans konst ställdes ut. Han bedömdes vara i alltför dåligt skick, och således blev hans debututställning snarare en minnesutställning av hans verk. Framgången med den första utställningen ledde året därpå till att Göteborgs Konstförening ordnade en utställning i Konsthallen vid Götaplatsen. Nu ansågs Göransson vara såpass frisk att han kunde besöka sin egen utställning. Sjukhusjournalen vittnar om att besöket tillsammans med mor, bror samt en sköterska varade en dryg timme. Konstnären hade varit intresserad och förvånad men inte sagt någonting. Dagen därpå svarade han att han kände igen sina tavlor och på frågan om han tyckte om sin utställning svarade han: "jag vet om dom var sinnliga". Vid ett av moderns besök på sjukhuset därefter sägs Göransson ha uttryckt: "Den där Göransson var visst en ganska bra målare, men vart tog han vägen?".

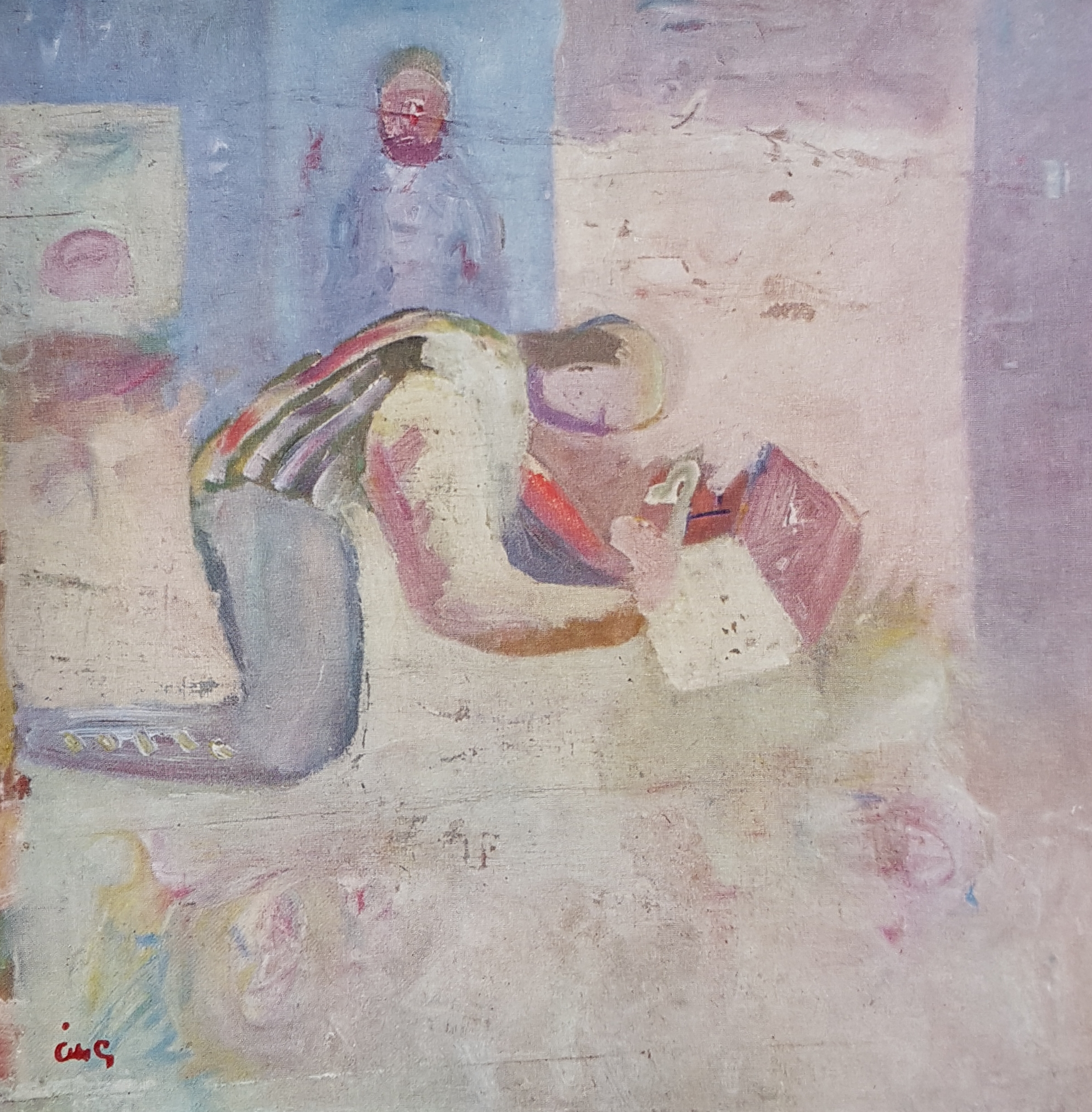
Kristusmålaren söker färg (olja på pannå, odaterad)

Gotthard Johansson såg storheten i Göranssons livsverk och skrev om utställningen: 
Det är inte nödvändigt att gripa till några överord om denna konst.  Den talar själv på sitt stilla och brinnande, dämpade och intensiva språk så starkt, men utan all sensation, om en själ som sökt skönhet och harmoni i en fattig och trasig värld, att man endast ödmjukt och tacksamt vill ta emot detta budskap från en olycklig och splittrad människa och en sann konstnär, som dolde sig i ensamheten och betraktade alla sina verk, som studier och försök.
Åke Göranssons konstnärskap tycks ständigt bli nyupptäckt. Riksutställningar genomförde en omfattande utställning 1978, Millesgården 1992, och 2003 på Göteborgs Konstmuseum och Prins Eugens Waldemarsudde i samband med att det var 100 år sedan han föddes och 60 år sedan han dog.  80 år efter hans död visades utställning Färgens tröst,  på Liljevalchs konsthall i Stockholm (14 oktober	– 8 januari 2023). Från 22 april 2023 till och med 7 april 2024 visades utställningen Den underbara färgen. Göteborgs-kolorismen i nytt ljus på Göteborgs Konstmuseum, med konst av framför allt Ragnar Sandberg, Inge Schiöler och Åke Göransson.
Såväl Göranssons tragiska och korta levnad som hans säregna måleri har skapat en myt som fascinerar och som väcker nytt intresse. Idag betraktas Göransson som en av de främsta representanterna för Göteborgskolorismen, som med en särskild förmåga genom färgen lyckas förmedla en känslomässig innerlighet. Göransson är främst representerad på Göteborgs konstmuseum, Moderna museet, Norrköpings konstmuseum  och Waldemarsudde.
Åke Göransson är begraven på Kvibergs kyrkogård i Göteborg.